# Triple Gordo

Triple Gordo fue un equipo de ciclismo amateur de Venezuela. Estuvo patrocinado por la Institución de Lotería Triple Gordo y participó en distintas competiciones a nivel nacional.

## Historia
Es creado bajo el auspicio de la Lotería Triple Gordo con el propósito de seguir fortaleciendo el área deportiva en el estado y a la formación de nuevos ciclistas en la práctica del deporte. 

## Instalaciones
El equipo tenía sede en Quibor.

## Plantilla
Integrado por jóvenes talentos del estado Lara.